# Asterina solanicola
Asterina solanicola är en svampart som beskrevs av Berk. & M.A. Curtis 1868. Asterina solanicola ingår i släktet Asterina och familjen Asterinaceae.   Inga underarter finns listade i Catalogue of Life.